# ChemSpider
ChemSpider je chemická databáze spravovaná Královskou společností chemie.

## Databáze
Databáze obsahuje více než 100 milionů molekul společně s jejich vlastnostmi z více než 270 zdrojů, mezi které patří například FDA, Web of Science, NIH, EPA a jiné.
Každá chemická látka má jedinečný identifikátor, který tvoří součást URL záznamu. Například kofein má ID rovno 2424, a má tedy URL: http://www.chemspider.com/Chemical-Structure.2424.html.

## Přispívání do databáze
Uživatelé mohou do databáze vkládat například chemické struktury, ale i jiná data, jako jsou spektra, vlastnosti látek nebo prodejci. Rovněž jsou uživatele vedeni k přidávání nebo doplňování referencí. Jedná se tedy o crowdsourcingové pojetí vývoje chemické databáze. Tento přístup dal za vznik rozsáhlému slovníku zahrnující chemické názvy a chemické struktury. To lze využít například pro text-mining v biomedicínské a chemické literatuře.
I přes otevřený přístup databáze se tvůrci nezříkávají práv. Přímý výpis dat není k dispozici, v často kladených otázkách je dokonce uvedeno, že je povoleno pouze omezené stahování. Projekt tedy není ryze open-sourcový.

## Vyhledávání
Pro hledání v databázi jsou k dispozici dva základní přístupy:
- Základní vyhledávání umožňuje dotazování na systematické, triviální a alternativní (např. obchodní) názvy chemikální, společně s registračními čísly látek.
- Pokročilé vyhledávání zpřístupňuje interaktivní hledání podle chemické struktury, substruktury, vzorce, molární hmotnosti, dodavatelů atd. Vyhledávání lze dodatečně použít k rozšíření nebo omezení již nalezených běžných výsledků.

## Značkování chemických dokumentů
Databáze ChemSpider se využívá v kombinaci s dolováním textu jako základ pro mark-upování chemických dokumentů. Systém ChemMantis algoritmicky identifikuje chemické názvy z webových dokumentů a stránek, a převádí názvy látek na chemické struktury pomocí slovníkového vyhledávání v této databázi. Výsledkem je potom systém zajišťující vazbu mezi chemickými dokumenty a vyhledáváním informací ve zdrojích zahrnutých v ChemSpideru.

## Historie
ChemSpider byl poprvé spuštěn v beta verzi v březnu 2007 pod vlastnictvím soukromé organizace ChemZoo Incorporated. O rok později byl nasazen oficiálně. V květnu roku 2009 ChemSpider odkoupila Královská chemická společnost (anglicky Royal Society of Chemistry).